# Canacea
Canacea (лат.) — род двукрылых насекомых семейства Canacidae из подотряда короткоусых (Brachycera). Северная и Южная Америка. Название сходно с именем рода Canace (из Палеарктики и Афротропики) из трибы Canacini.

## Описание
Мухи очень мелких размеров; имеют длину тела менее 5 мм. От близких групп отличаются следующими признаками: передние бёдра с рядом шиповидных щетинок, обычно 4 или 5, вдоль апикальной половины антеровентральной поверхности; вершинная 1/3 аристы голая; 2 супра-аларных щетинки.

## Классификация
Описано 4 вида.
- C. aldrichi (Cresson, 1936)[2][4]
- C. currani (Wirth, 1970)[2][5]
- C. macateei Malloch, 1924[2][6]
- C. snodgrassii (Coquillett, 1901)[2][7]

## Распространение
Распространение ограничено Новым Светом: Неарктикой и Неотропикой. Встречаются от Канады на севере ареала до Эквадора в южной его части.